# Michael Dahlquist
Michael Dahlquist (22 de dezembro de 1965 — 14 de julho de 2005) foi um baterista estadunidense, mais conhecido como integrante da banda indie Silkworm. 
Morreu em 2005 em Skokie, Illinois. Enquanto estava parado em um semáforo, seu carro foi atingido intencionalmente por um Mustang dirigido pela ex-modelo Jeanette Sliwinski, que estava tentando cometer suicídio. Douglas Meis e John Glick, dois músicos amigos de Michael, também foram mortos no acidente.